# Kazan Kremlin Cup 2015
El Kazan Kremlin Cup 2015 fue un torneo de tenis profesional jugado en canchas duras. Se disputó la sexta edición del torneo que formó parte del circuito ATP Challenger Tour 2015. Se llevó a cabo en Kazán, Rusia entre el 16 y el 22 de marzo de 2015.

## Jugadores participantes del cuadro de individuales
| Favorito | País               | Jugador             | Rank1 | Posición en el torneo |
| -------- | ------------------ | ------------------- | ----- | --------------------- |
| 1        | Bandera de Turquía | Marsel İlhan        | 77    | Cuartos de final      |
| 2        | Bandera de Rusia   | Andrey Kuznetsov    | 82    | Segunda ronda         |
| 3        | Bandera de Ucrania | Illya Marchenko     | 123   | Primera ronda         |
| 4        | Bandera de Polonia | Michał Przysiężny   | 149   | Cuartos de final      |
| 5        | Bandera de Rusia   | Yevgueni Donskoi    | 156   | Cuartos de final      |
| 6        | Bandera de Estonia | Jürgen Zopp         | 185   | Segunda ronda         |
| 7        | Bandera de Rusia   | Konstantin Kravchuk | 185   | FINAL                 |
| 8        | Bandera de Italia  | Andrea Arnaboldi    | 191   | Cuartos de final      |

- 1 Se ha tomado en cuenta el ranking del 9 de marzo de 2015.

### Otros participantes
Los siguientes jugadores recibieron una invitación (wild card), por lo tanto ingresan directamente al cuadro principal (WC):
- Vitaly Kozyukov
- Timur Kiuamov
- Karen Jachanov
- Evgeny Elistratov

Los siguientes jugadores ingresan al cuadro principal tras disputar el cuadro clasificatorio (Q):
- Laurynas Grigelis
- Adrian Sikora
- Sergey Betov
- Mikhail Elgin

## Campeones

### Individual Masculino
- Aslan Karatsev derrotó en la final a  Konstantin Kravchuk, 6–4, 4–6, 6–3

### Dobles Masculino
- Mikhail Elgin /  Igor Zelenay derrotaron en la final a  Andrea Arnaboldi /  Matteo Viola, 6–3, 6–3